# Grönnäs
Grönnäs är en by i Skepplanda socken i Ale kommun. Från 2015 till 2023 avgränsade SCB här en småort. Småorten delades upp i två vid avgränsningen 2020 där bebyggelse väster om E45 bildade en egen småort, Grönnäs västra. 
1647–1675 låg Ale härads tingsställe i Grönnäs och 1652–1674 fanns här ett gästgiveri. I modern tid finns Motell Göta älv intill E 45 (tidigare Riksväg 45).